# سیدی خویلد
سیدی خویلد (به عربی: سيدي خويلد) یک شهرداری در الجزایر است که در ناحیه سیدی خویلد واقع شده‌است. سیدی خویلد ۱۳۱ کیلومتر مربع مساحت و ۸٬۸۰۳ نفر جمعیت دارد و ۱۵۹ متر بالاتر از سطح دریا واقع شده‌است.